# Terme di Diocleziano
Le Terme di Diocleziano (Thermae Diocletianae), le più grandi fra le terme della Roma antica, furono iniziate nel 298 dall'imperatore Massimiano, nominato Augustus d'Occidente da Diocleziano, e aperte nel 306, poco dopo l'abdicazione di entrambi. Si trovavano tra le attuali piazza della Repubblica, piazza dei Cinquecento, via Volturno e via XX Settembre, in un'ampia area in cui sono ancora conservati cospicui resti, anche grazie al plurisecolare riuso delle antiche rovine.
Nel 1889 il governo del Regno d'Italia pose qui la prima sede del Museo Nazionale Romano. Nel 2017 il circuito museale del Museo Nazionale Romano è stato il ventunesimo sito statale italiano più visitato, con 328.579 visitatori e un introito lordo totale di 1.226.156,50 euro.

## Storia

### Le terme

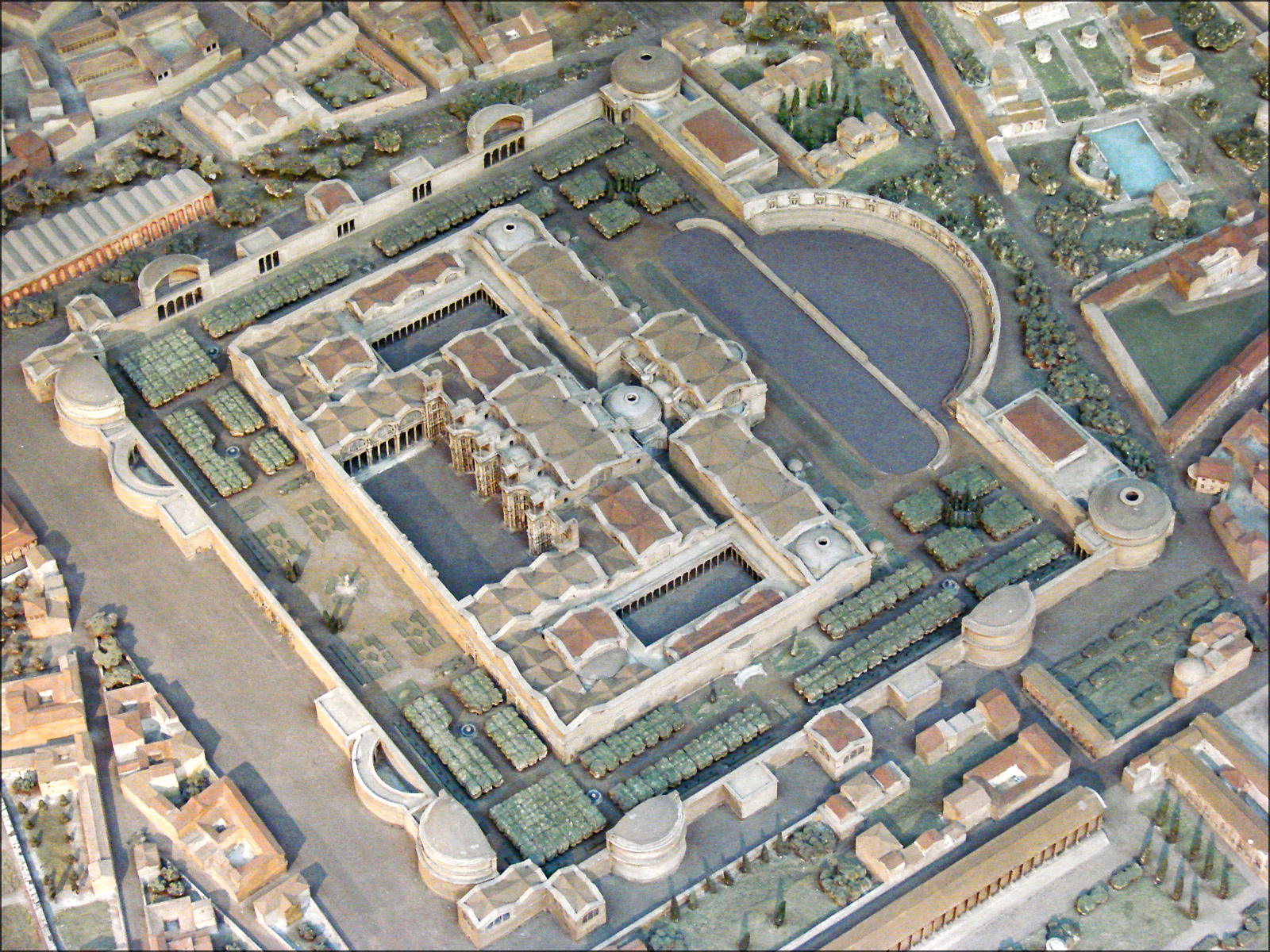
Veduta delle terme, dal plastico della Roma imperiale al Museo della civiltà romana

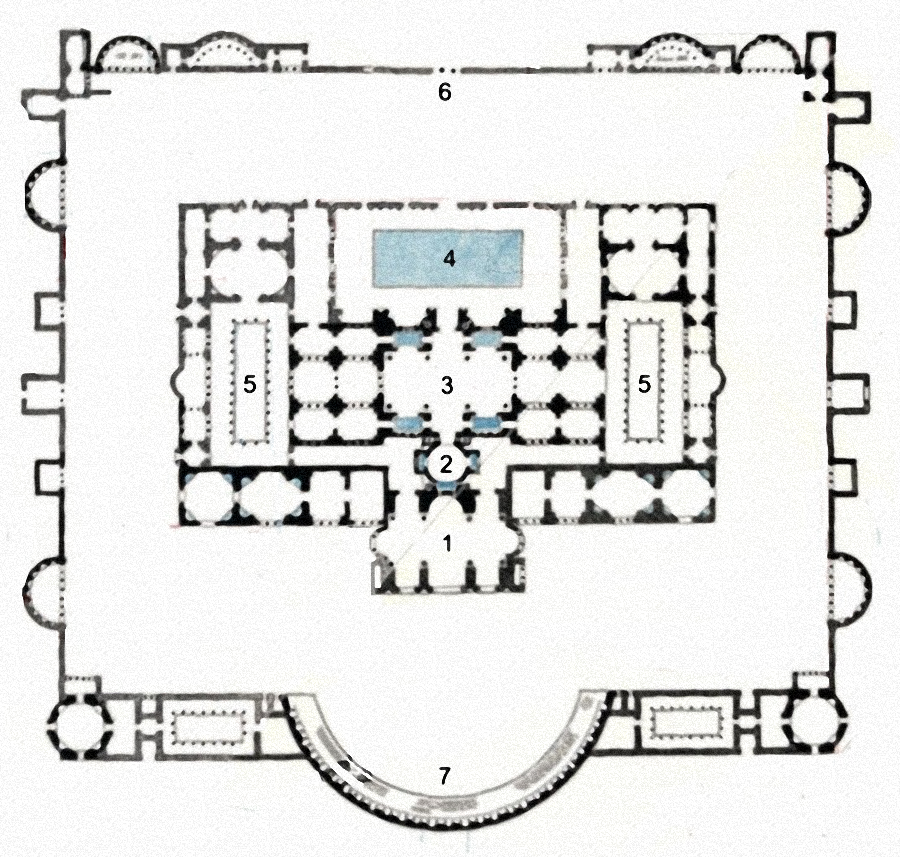
Pianta delle terme. Legenda:
1= Calidarium
2= Tepidarium
3= Frigidarium
4= Natatio
5= Palaestrae
6= Entrata
7= Grande esedra

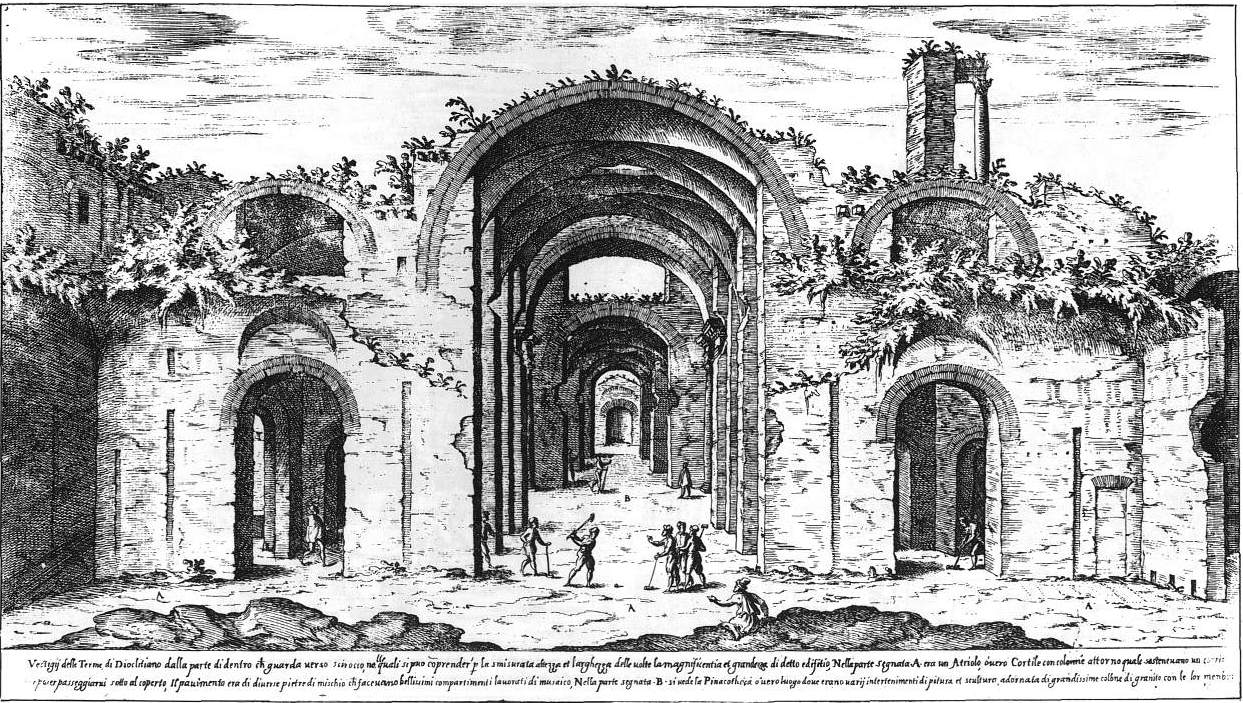
Rovine delle Terme a metà del XVI secolo

Le terme furono costruite per servire i popolosi quartieri del Quirinale, Viminale ed Esquilino, e per la loro realizzazione fu smantellato un intero quartiere, con insulae ed edifici privati regolarmente acquistati e con lo sconvolgimento della viabilità preesistente. L'iscrizione dedicatoria, divisa in otto frammenti ed oggi ricomposta nell'aula di ingresso del Museo delle Terme, recita:
(CIL VI, 31242: iscrizione dedicatoria, traduzione di Filippo Coarelli)
Da questa si sono desunte le date di edificazione: dopo che Massimiano tornò dall'Africa nell'autunno del 298 e dopo che Diocleziano e Massimiano abdicarono il 1º maggio del 305, ma prima che morisse Costanzo Cloro, il 25 luglio 306. Per far posto alla gigantesca costruzione vennero demoliti molti edifici, alcuni dei quali vennero scavati in piazza della Repubblica mentre si costruiva la fermata della Metropolitana. L'edificio era in mattoni, tutti con bolli del periodo dioclezianeo, sebbene all'epoca l'uso dei bolli laterizi fosse declinato: probabilmente venne ripreso proprio per costruire le terme.
Nonostante i saccheggi di Goti e Vandali, le terme rimasero almeno parzialmente in uso fino al 537, quando i Goti di Vitige tagliarono gli acquedotti (lo stesso Belisario, del resto, ne murò gli accessi attraverso le mura per impedire al nemico di penetrare segretamente in città).
Simili nella forma alle Terme di Caracalla (che a loro volta si ispiravano alle Terme di Traiano), ma ampie il doppio, le Terme di Diocleziano subirono il destino della grandissima parte dei monumenti romani, utilizzate nei secoli come cava di materiali edili anche di pregio da riutilizzare per altre costruzioni, mentre le aule venivano adibite a vari usi privati e perfino come luogo di doma dei cavalli. Particolarmente grave l'opera di distruzione perpetrata tra il 1586 e il 1589 da papa Sisto V che, per la costruzione della sua villa sull'Esquilino, demolì, anche con l'ausilio di esplosivi, resti nella zona del calidarium rapportabili a circa 100000 m³ di materiale. Altri sventramenti verranno poi eseguiti per l'apertura di piazza dei Cinquecento, di piazza della Repubblica e per alcune delle strade circostanti finché, solo agli inizi del Novecento, si cominciò a provvedere ad opere di restauro e consolidamento di ciò che rimaneva.
Le rovine mantenevano però un'innegabile imponenza, che richiamò ed ispirò gli artisti dal Quattrocento in poi: il Palladio, ad esempio, le disegnò interamente.

### Il riuso

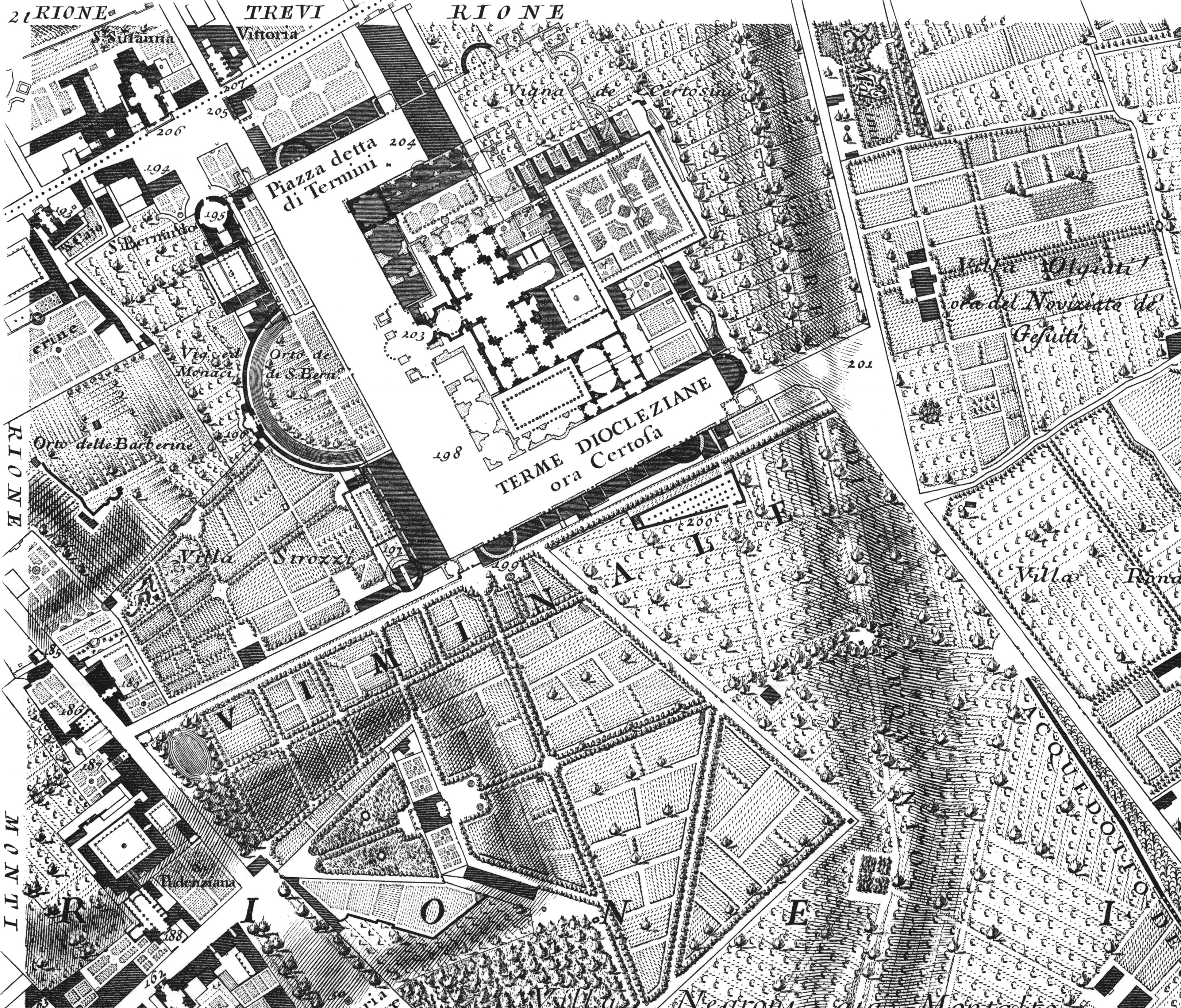
Particolare della zona delle Terme Diocleziane nella "Nuova Pianta di Roma" di Giovanni Battista Nolli (1748)

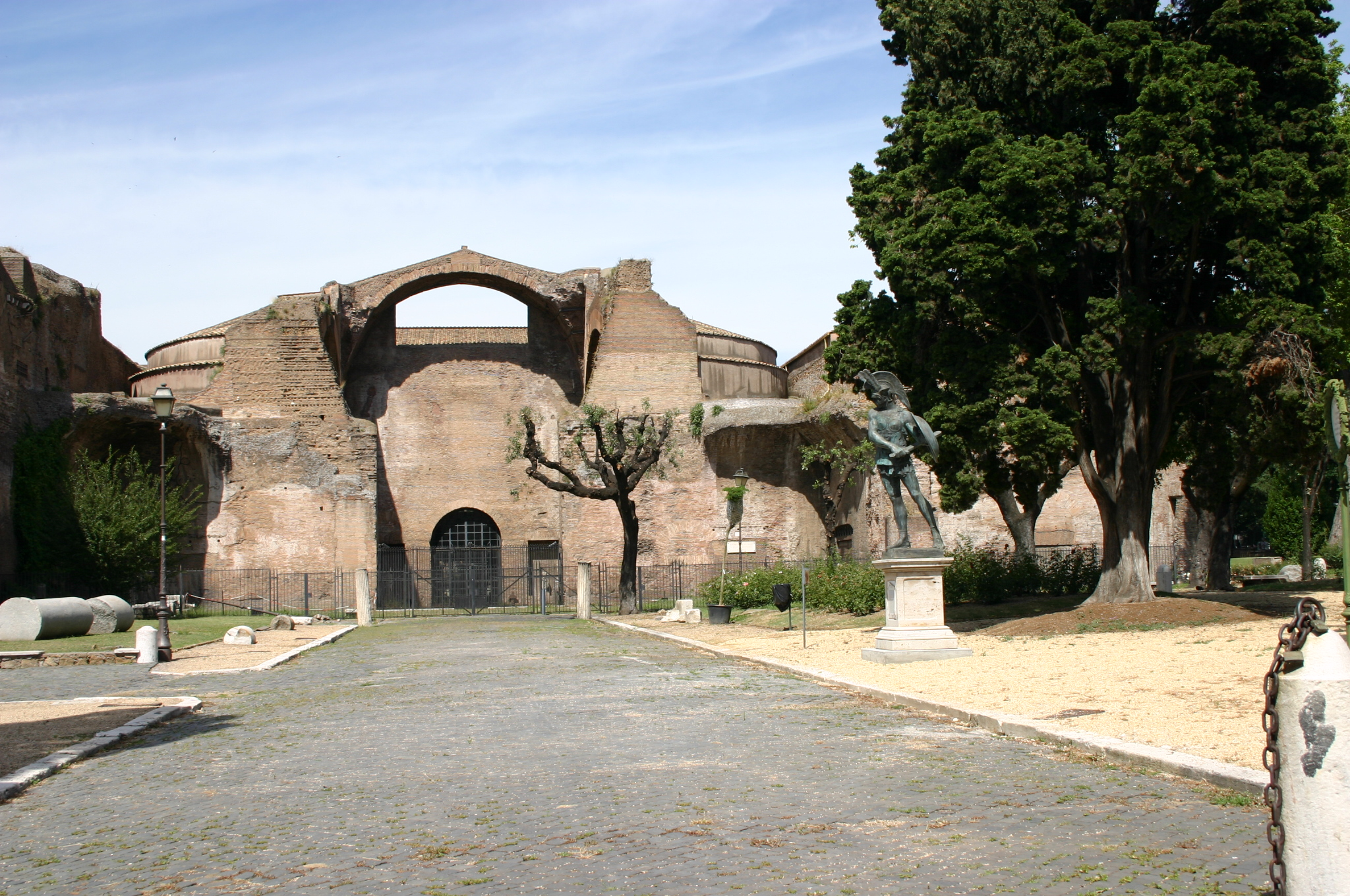
L'aula rotonda del Museo delle Terme

La straordinaria vastità dell'impianto, e la sua distanza dai luoghi in cui si era ristretta la scarsa popolazione romana dopo la caduta dell'impero, fecero sì che dal XVI secolo in poi diverse strutture edilizie si annidassero nel grande recinto che - ancora integro nel XVIII secolo, come si vede nella pianta del Nolli - è giunto tuttavia fino ai nostri giorni ancora ben riconoscibile.

### Santa Maria degli Angeli e dei Martiri e il monastero dei Certosini

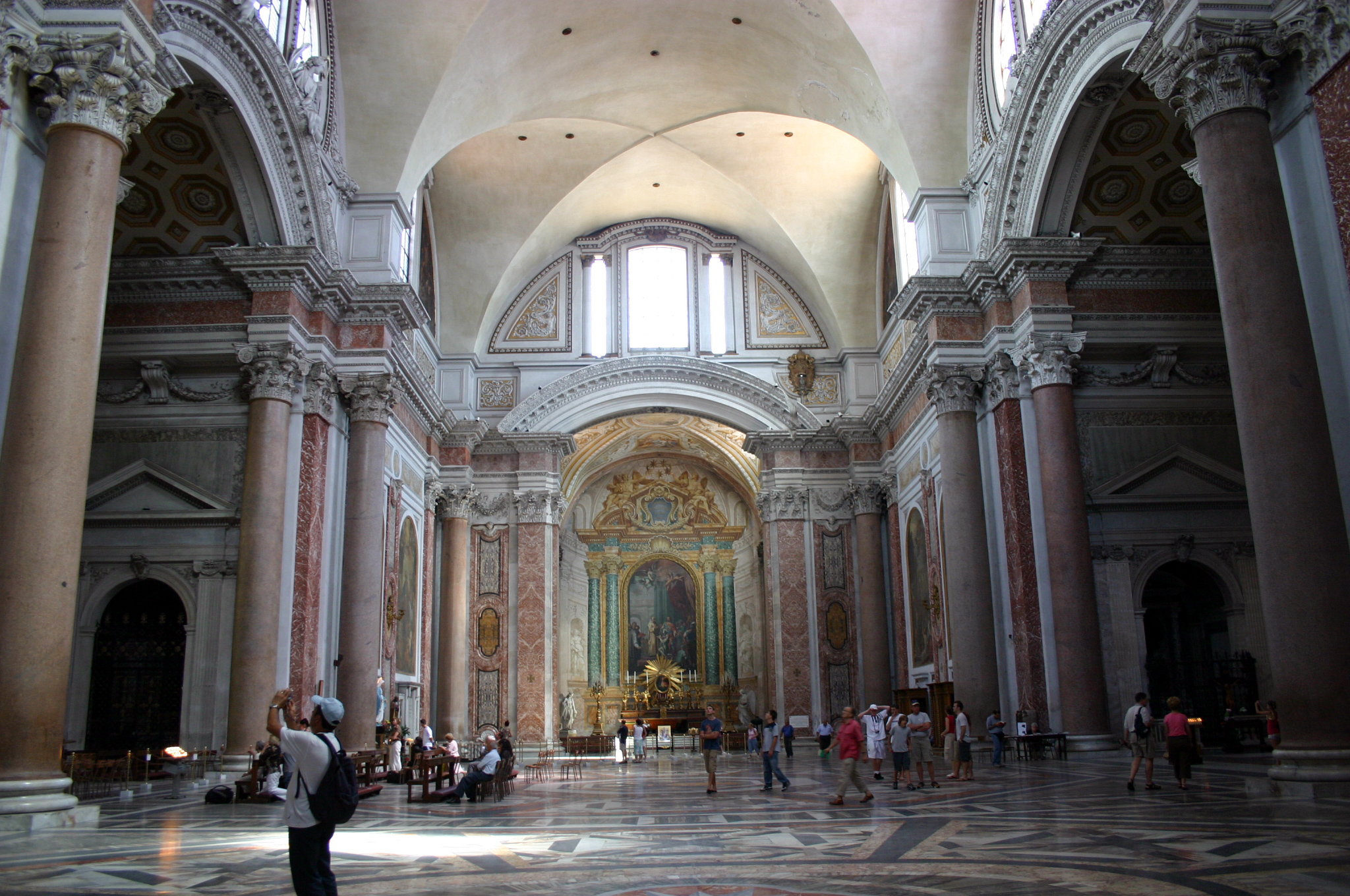
Interno di Santa Maria degli Angeli (Basilica delle terme)

Nel 1560 il frigidarium fu trasformato in chiesa: esisteva in effetti, addossata alle mura antiche, una cappella dedicata agli Angeli e custodita da un monaco. Nel frattempo i Certosini premevano per avere un nuovo convento: Pio IV incaricò Michelangelo di esaltare la cappella in basilica e di progettare il convento dei Certosini, e nel 1564 la prima costruzione era completata. Nasceva così la basilica di Santa Maria degli Angeli e dei Martiri; la dedica ai martiri fu aggiunta in quanto l'agiografia cristiana affermava convintamente (seppur erroneamente) che esse erano state costruite da cristiani resi schiavi, e Diocleziano era stato comunque l'imperatore dell'ultima grande persecuzione del 303. La chiesa fu poi fortemente modificata dal Vanvitelli, che nel 1749 modificò di 90° l'orientamento aprendo l'attuale ingresso nel calidarium. Papa Pio V fece demolire 1/6 delle opere murarie per ricavare il materiale necessario alla costruzione della Villa della sorella Camilla.
Il convento, espropriato dopo il 1870, divenne nel 1889 la prima sede del Museo Nazionale di antichità romane.

### L'Annona papale
Per il Giubileo del 1575 Gregorio XIII utilizzò l'Aula ottagona e altre tre grandi aule nell'angolo occidentale del complesso, fino alla basilica, per farne i nuovi magazzini del grano.

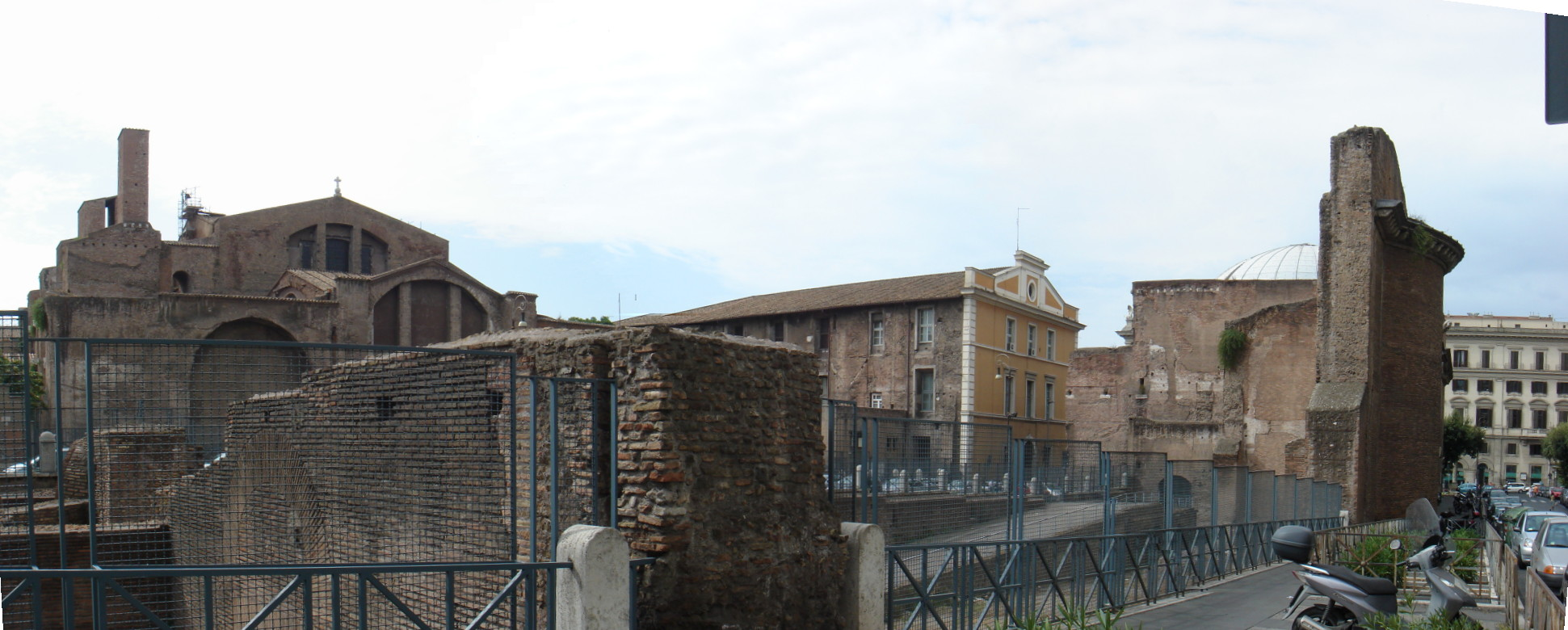
Veduta del complesso da via Parigi

Nel 1754 Benedetto XIV vi fece costruire la Chiesa di Sant'Isidoro alle Terme, di cui oggi resta solo la facciata d'ingresso.
Pochi anni dopo, a seguito di una grande penuria di olio verificatasi nel 1763 Clemente XIII fece scavare nei sotterranei dei magazzini del grano nuovi magazzini per l'olio, detti "Olearie papali": furono realizzati così 10 pozzi che potevano contenere fino a 44 000 litri d'olio ognuno, e la zona di Termini, che come si vede nella pianta del Nolli era estremamente periferica e ancora occupata soltanto da orti, vigne e poche ville, divenne così il centro dell'Annona frumentaria e olearia del governo pontificio.
Con la soppressione dell'Annona voluta da Pio VII e dal suo segretario di Stato cardinal Consalvi, gli edifici furono destinati nei due secoli successivi a vari usi civili (carcere, ricovero, ospizio, ufficio postale, sede della facoltà di Magistero).
Nel 2000 l'impianto è stato convertito in sede espositiva, salvaguardando però e restaurando l'installazione antica, uso al quale fu destinata anche l'Aula ottagona.

### L'esedra

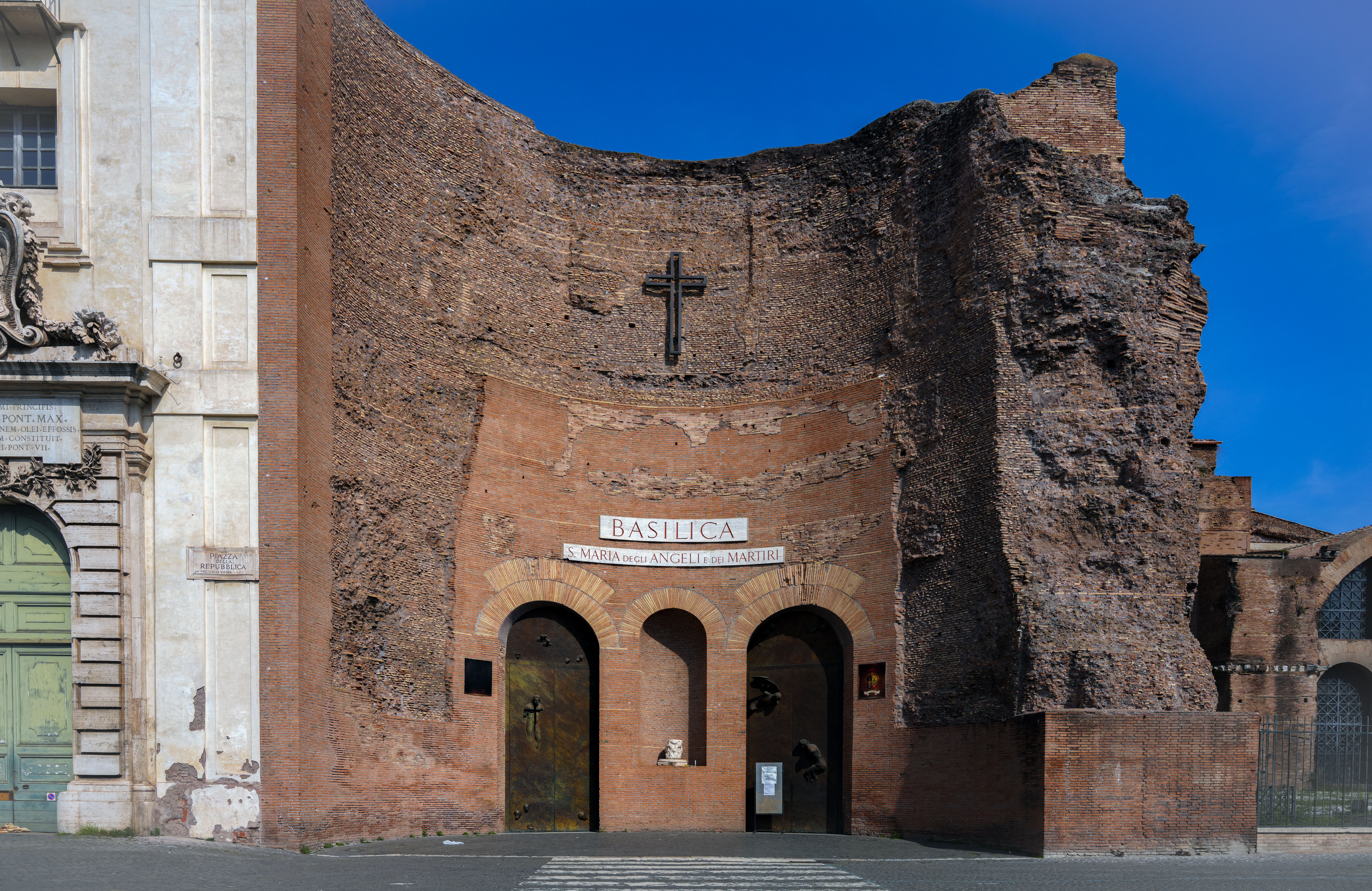
A destra, l'ingresso di Santa Maria degli Angeli. Il portale sulla sinistra è l'accesso fatto realizzare da Clemente XIII per l'accesso ai depositi oleari da lui qui insediati

Nonostante l'intensa urbanizzazione di quel settore della città seguito all'unità d'Italia, la progettazione dei nuovi edifici rispettò le dimensioni e il tracciato della grande esedra d'ingresso, costituendo una vasta quinta scenografica alla nuova via Nazionale che doveva collegare la stazione ferroviaria al centro rinascimentale e barocco. La piazza fu così denominata piazza dell'Esedra, nome ancora frequentemente usato nonostante il cambio in "piazza della Repubblica" avvenuto dopo la guerra e la proclamazione della Repubblica.

## Descrizione
Furono le più grandi e sontuose terme costruite a Roma. Poste sul colle Viminale, in un recinto di 380 x 365 m, occupavano quasi 14 ha, e ancora nel V secolo Olimpiodoro di Tebe affermava che contavano 2400 vasche. Il blocco centrale misurava 250 x 180 m e potevano accedere al complesso fino a tremila persone contemporaneamente. Per dare l'idea della loro maestosità, è sufficiente ricordare che il colonnato semicircolare dell'attuale piazza della Repubblica (già piazza Esedra), realizzato alla fine dell'Ottocento da Gaetano Koch, ricalca esattamente l'emiciclo dell'esedra delle Terme.
Erano alimentate da un ramo dell'Acqua Marcia che partiva da Porta Tiburtina e, con un tragitto ad arcate utilizzato fino al 1879 dall'Acquedotto Felice, conduceva l'acqua in una cisterna lunga più di 90 m, detta la botte di Termini; fu distrutta nel 1876 per fare spazio alla Stazione di Roma Termini, che prese il nome dalle "terme" stesse.

### Il corpo centrale
Il modello sul quale venne disegnata la pianta era quello delle Terme di Traiano, con le quali ha in comune l'esedra semicircolare e il calidarium rettangolare con tre nicchie semicircolari (quello delle Terme di Caracalla è invece circolare). Il complesso era orientato a sud-ovest affinché l'energia solare riscaldasse il calidarium senza interessare il frigidarium.
Al centro si trovava una grande basilica, dove si incontravano i due assi di simmetria del complesso. Lungo l'asse minore erano allineati i bagni (calidarium, tepidarium e frigidarium), mentre sull'asse maggiore (nord-ovest/sud-est) si trovavano le palestre.
Sul lato nord-orientale di piazza della Repubblica sono ancora visibili i resti di una delle absidi che si aprivano nel calidarium, accanto all'ex Facoltà di Magistero. Un'altra di queste absidi ospita l'ingresso della Basilica di Santa Maria degli Angeli, che è stata ricavata nell'aula centrale delle terme, la "basilica" appunto. La chiesa ingloba anche il tepidarium, subito dopo l'ingresso, composto da una piccola sala circolare con due nicchie quadrate, e due ambienti laterali alla navata centrale; a parte le aggiunte e modifiche di Michelangelo e del Vanvitelli (il pavimento sopraelevato e le nuove colonne in mattoni imitanti il granito), l'aspetto antico dell'interno si è mirabilmente conservato. L'abside sorge dove si trovava la grande piscina rettangolare della natatio. Le tre volte a crociera superstiti del transetto della basilica, sorrette da otto enormi colonne monolitiche in granito, forniscono ancor oggi uno dei pochi esempi dell'originale splendore degli edifici romani.
Un'altra parte del complesso fa oggi parte del Museo delle Terme: qui si trovano gli ambienti del lato nord-orientale tra la basilica e la palestra, che anticamente era un cortile colonnato oggi quasi completamente scomparso. Qui si vede anche una parte superstite della natatio, con gli elementi decorativi delle pareti, come le mensole che sostenevano colonnine pensili, elemento tipico dell'architettura dioclezianea presente anche nel suo palazzo di Spalato. L'angolo dell'edificio conserva una grande sala ovale (probabilmente l'apodyterium, lo spogliatoio) e una rettangolare (l'atrio). Questo gruppo di ambienti doveva avere i corrispettivi simmetrici sull'altro lato, ma oggi sono completamente scomparsi sotto via Cernaia e via Parigi. Dal giardino del museo si può ammirare un tratto della facciata, mentre dall'altro lato del giardino si vedono le due esedre che appartenevano all'angolo nord-orientale del recinto, abbastanza ben conservate, dove forse si tenevano le conferenze e letture pubbliche (auditoria): una mantiene anche l'originario pavimento mosaicato.

### Il recinto
Tra via Parigi e via Orlando si vede un buon tratto conservato della parete del lato nord-occidentale, mentre le facciate delle case moderne e l'esedra della piazza ridisegnano fedelmente un tratto del recinto.
Agli angoli del recinto su questo lato si sono anche conservate le due aule circolari simmetriche, una trasformata nella chiesa di San Bernardo alle Terme, l'altra visibile dall'esterno all'angolo di via del Viminale con piazza dei Cinquecento, adiacente alla Casa del passeggero. In mezzo sta la grandiosa esedra circolare, usata forse come teatro, e intervallata da aule rettangolari con colonne, forse biblioteche. Nelle terme si trovavano dopotutto, per ordine imperiale, i libri già nella Biblioteca Ulpia del Foro di Traiano, a quell'epoca semiabbandonato (come dimostrano anche gli elementi scultorei da esso provenienti riciclati nell'Arco di Costantino pochi anni dopo).

## Galleria d'immagini

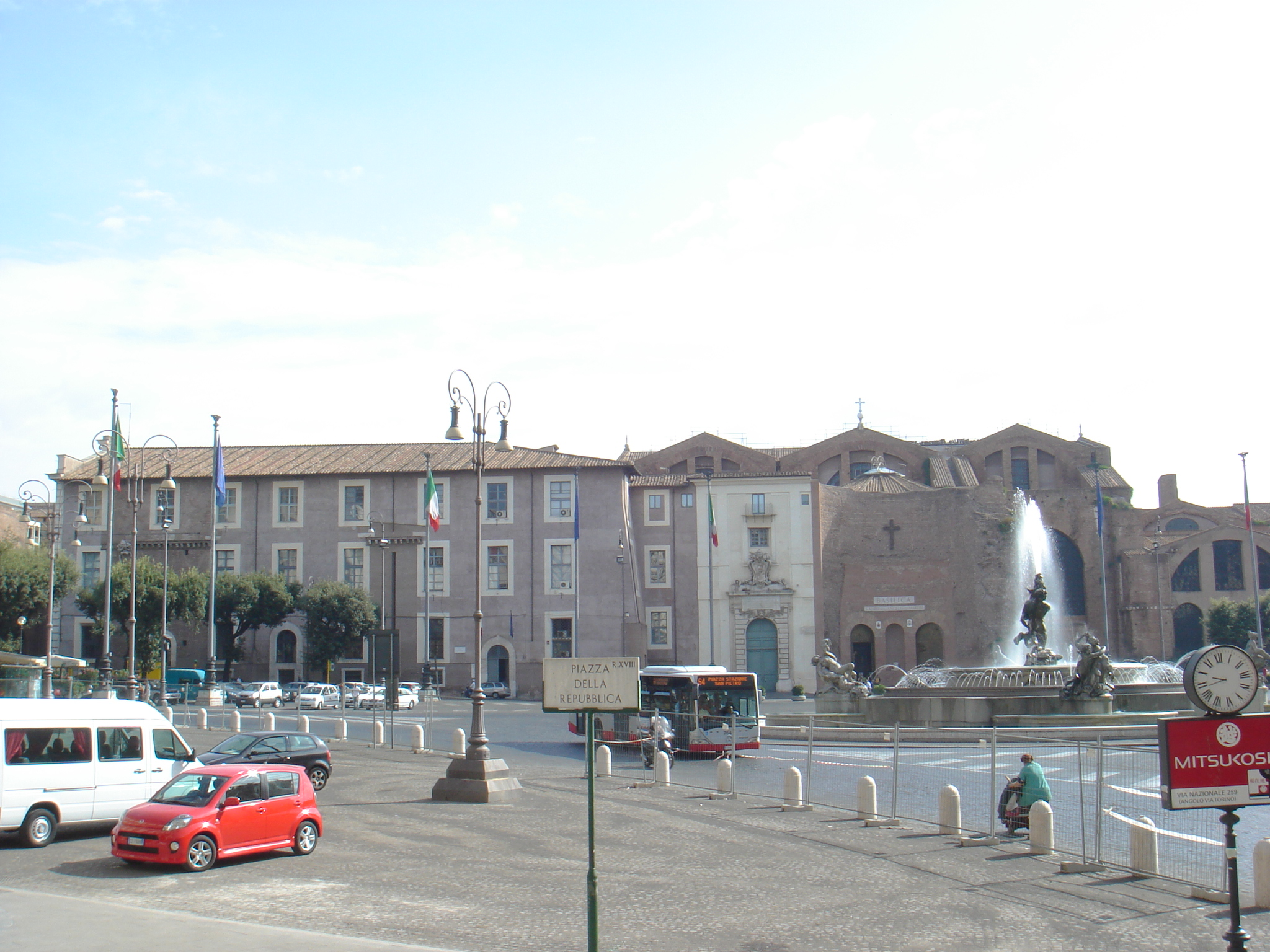
Prospetto dall'esedra di Piazza della Repubblica.
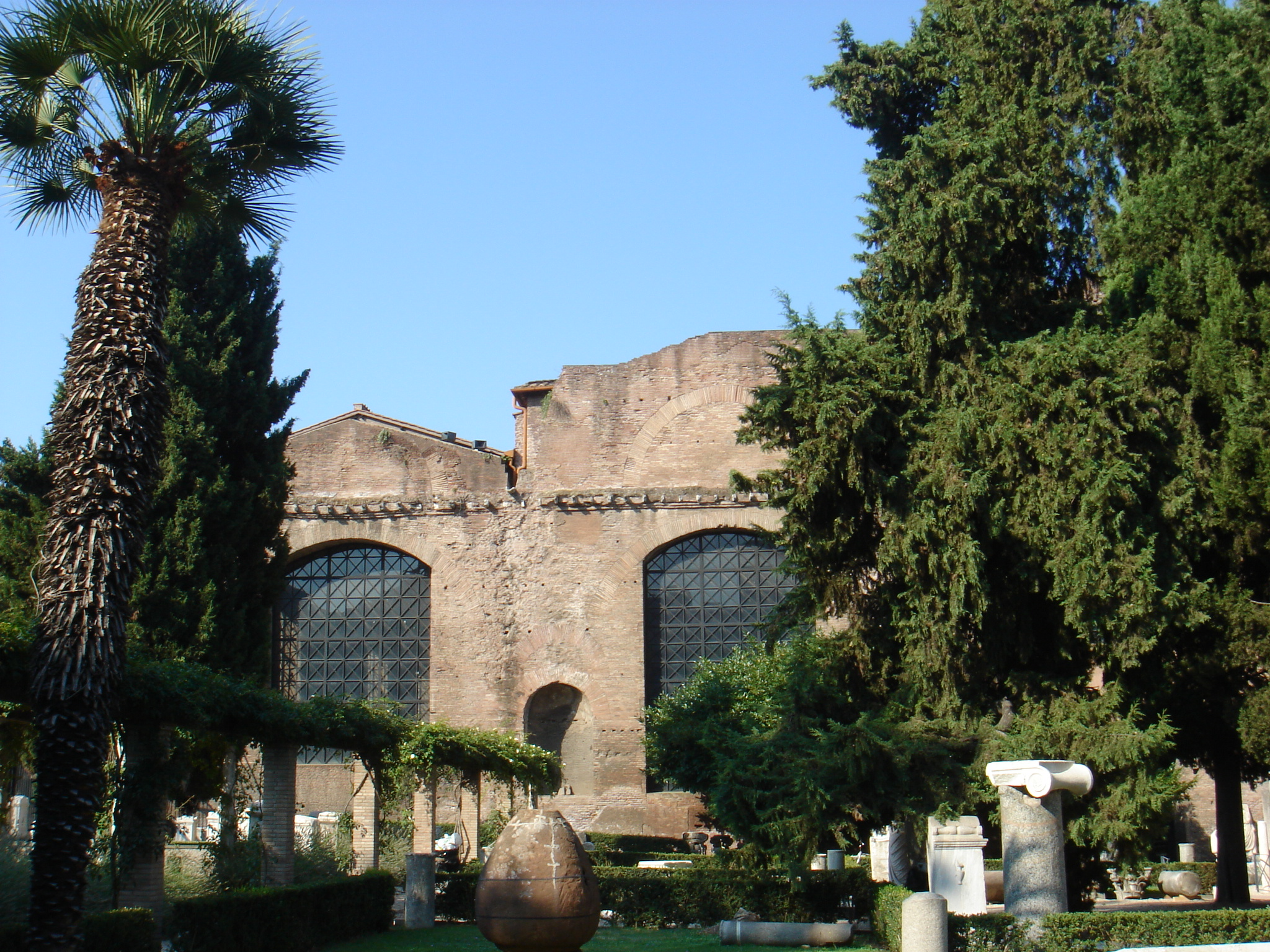
Lato est verso via De Nicola
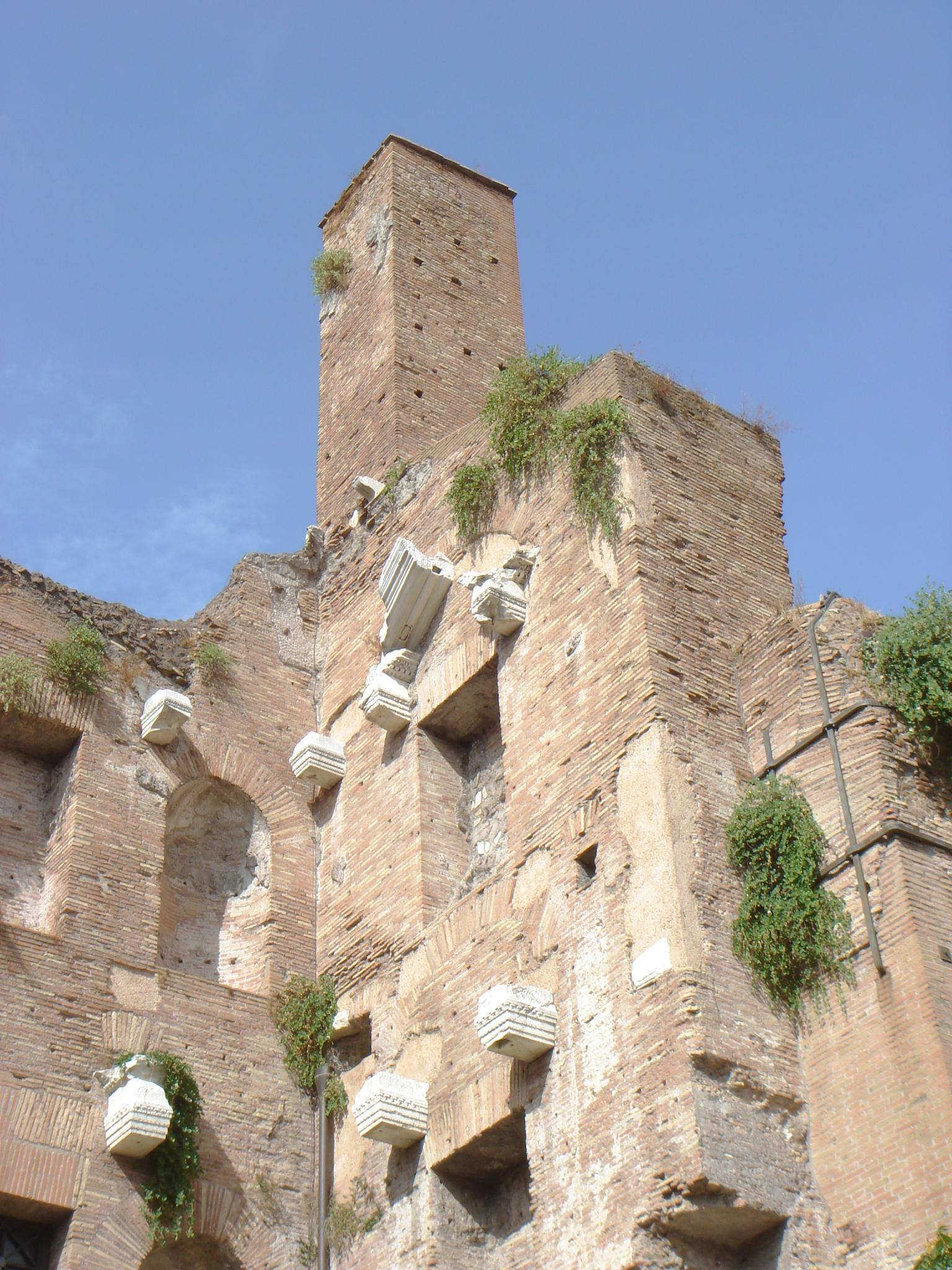
Resti della decorazione su una delle pareti della natatio.
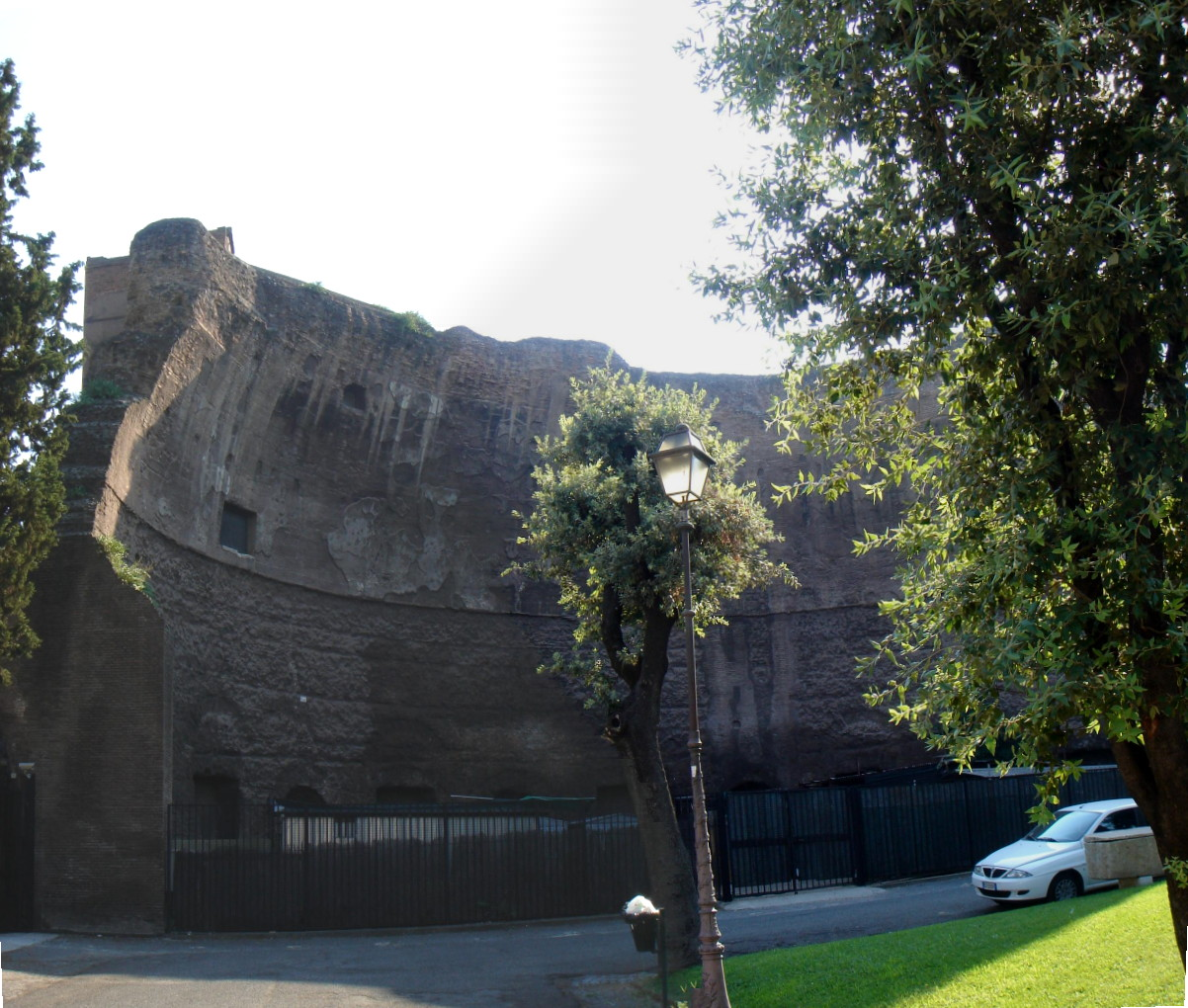
Resti dell'aula su via Volturno
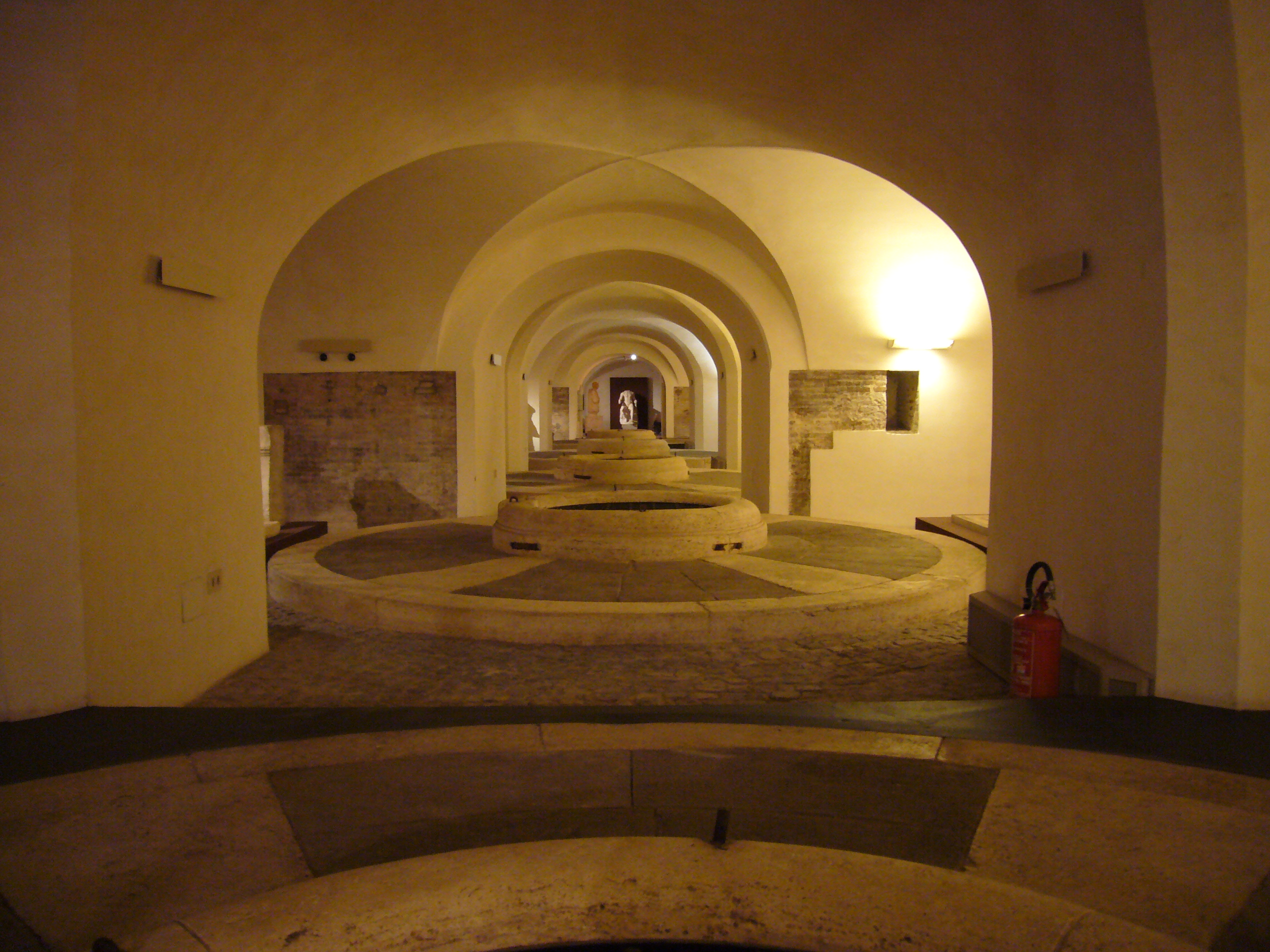
Le Olearie papali
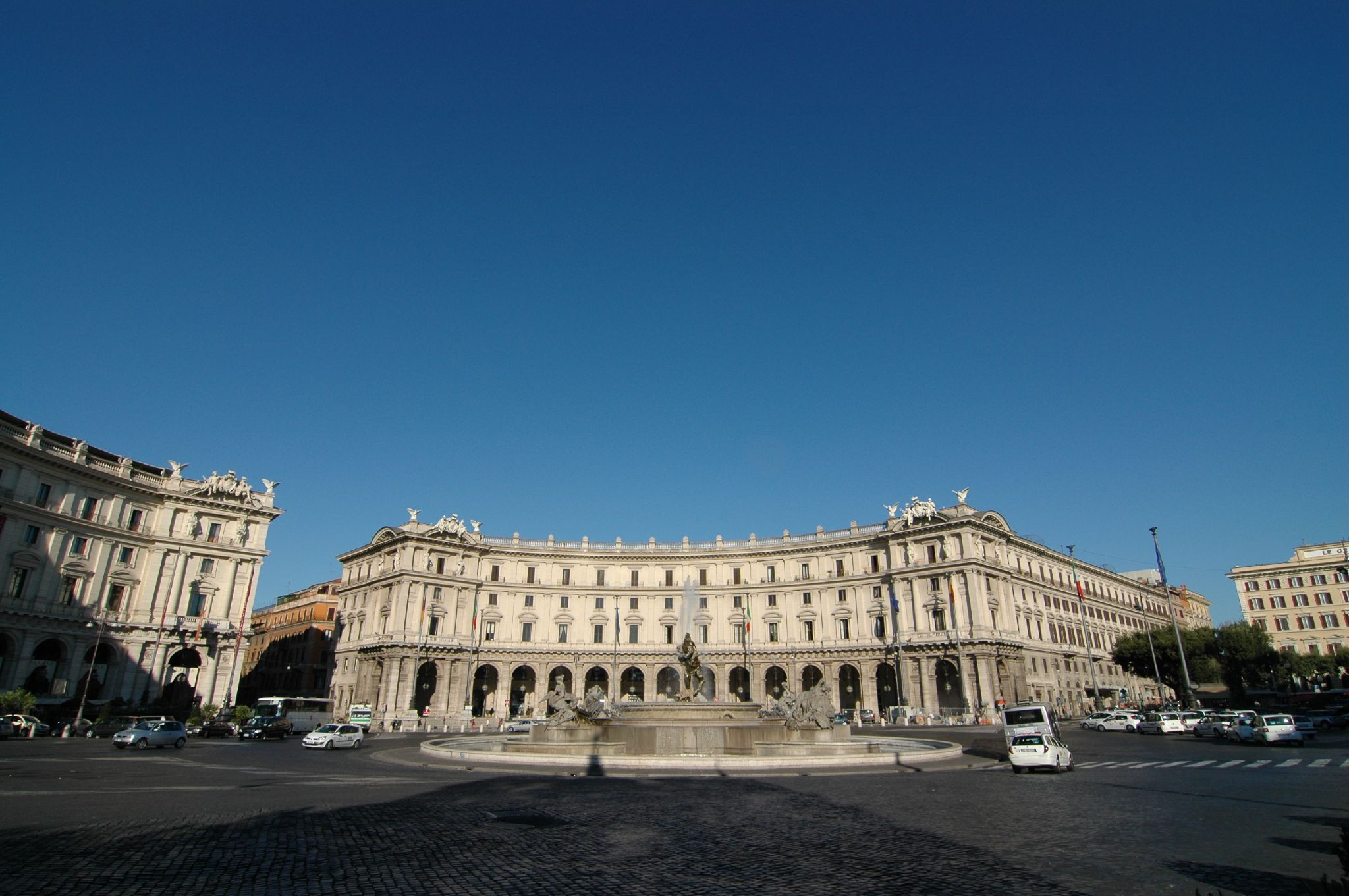
Esedra di piazza della Repubblica
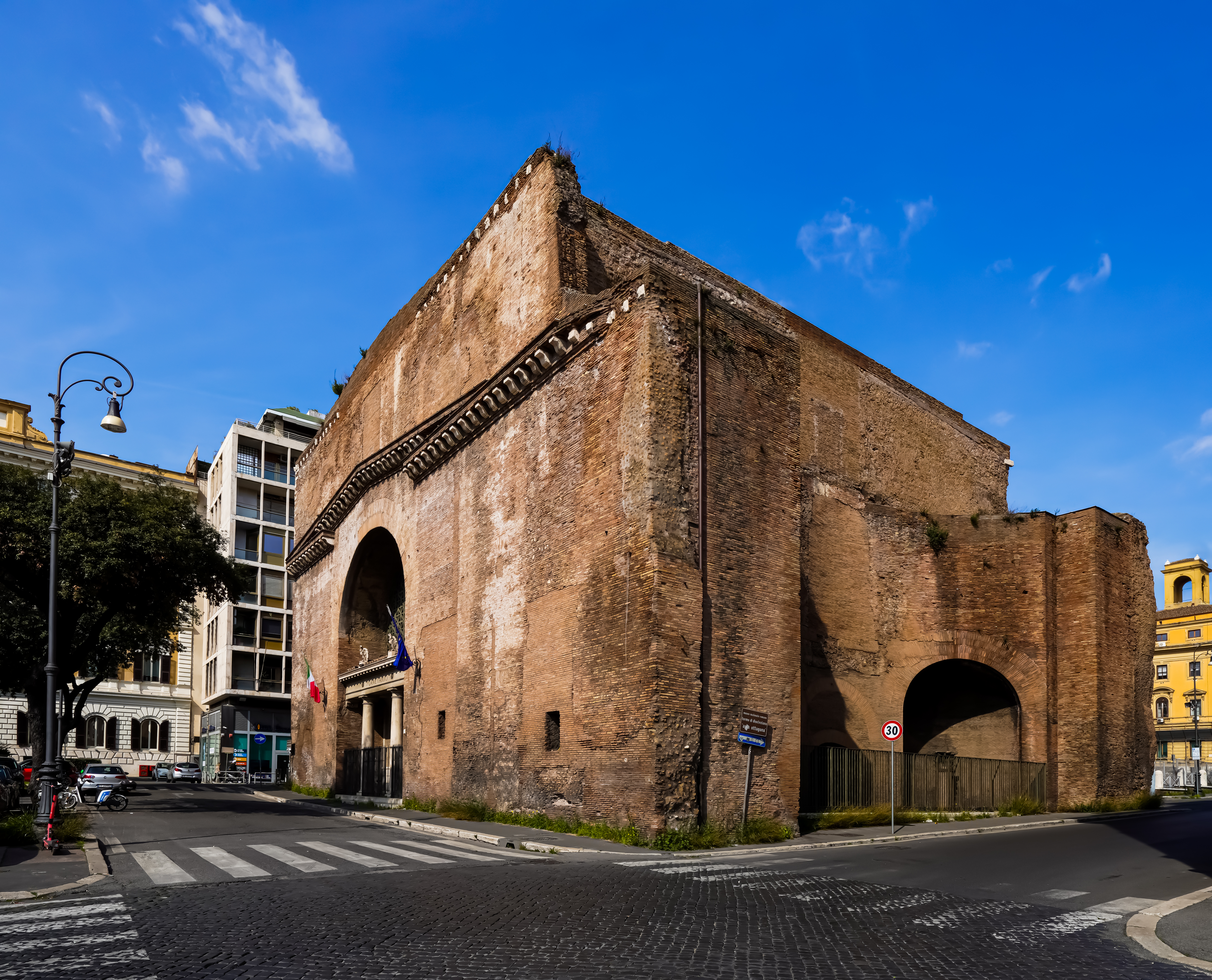
Il Planetario
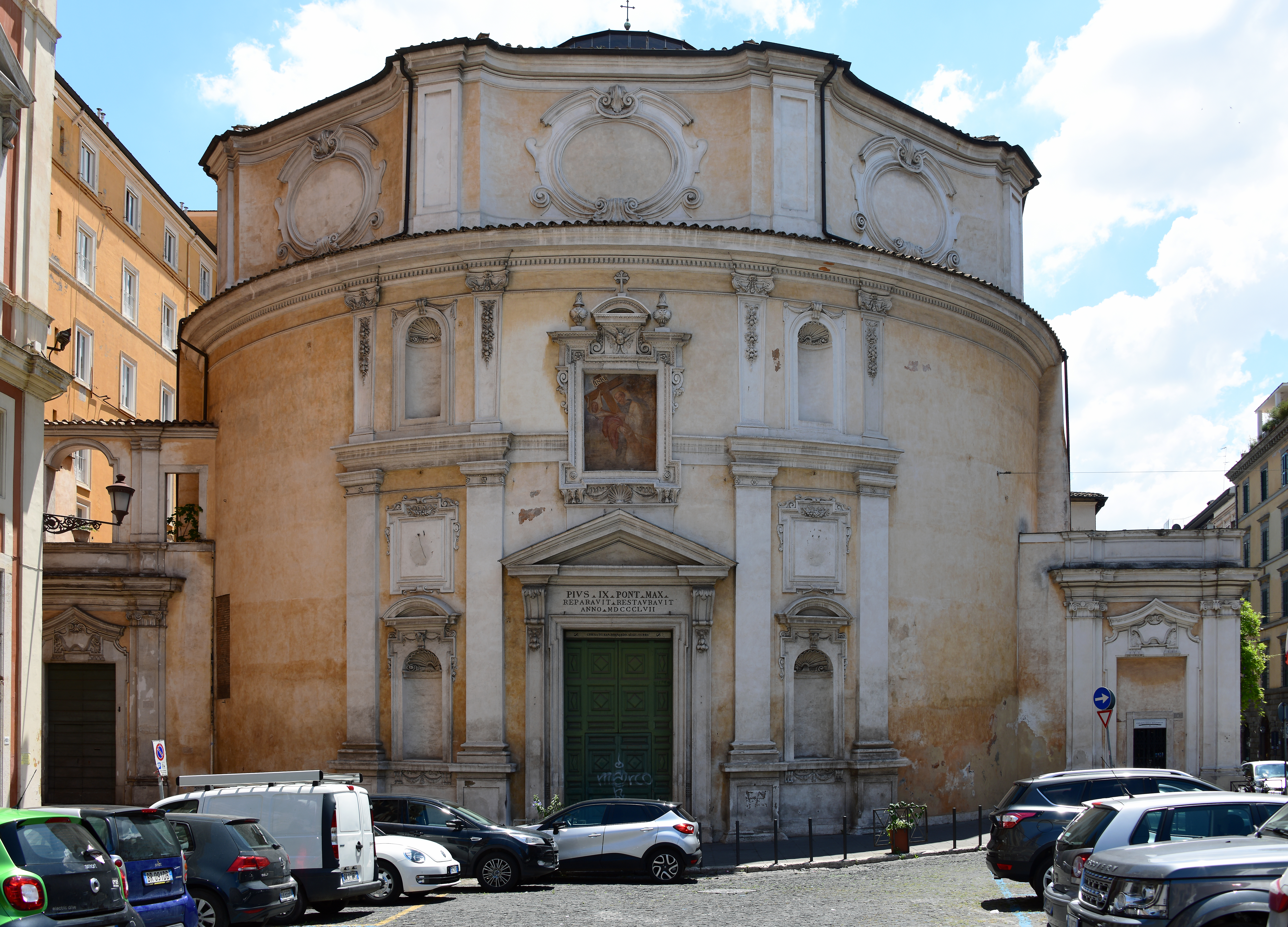
San Bernardo alle Terme

## Collegamenti e dintorni
- Basilica di Santa Maria degli Angeli e dei Martiri
- Stazione di Roma Termini
- Biblioteca Nazionale Centrale di Roma